# Abraham Dragomirov
Pour les articles homonymes, voir Dragomirov.
Abraham Mikhaïlovitch Dragomirov ou Dragomiroff (en russe : Абра́м Миха́йлович Драгоми́ров) est un général russe, né en 1868, décédé en 1955 qui combattit durant la Première Guerre mondiale puis avec les Armées blanches.

## Carrière militaire
D’une famille de militaires, c’est le fils du général Mikhail Ivanovitch Dragomirov et le frère du général Vladimir Dragomirov. En 1887, il sort de l’école des pages pour entrer dans le Régiment Semionovsky et en 1893 il est diplômé de l’École militaire d'état-major Nicolas. Major de sa promotion il reçoit une médaille d’argent et sert dans le Caucase. Il fait l’école des officiers de cavalerie entre octobre 1895 et août 1896 pour servir dans le 44e régiment de dragons de Nijni Novgorod.
De décembre 1902 à février 1903, il est chef d’état-major de la 7e division de cavalerie, puis de la 10e division de cavalerie ; en 1912 celui de la forteresse de Kowno et fait général avec mention « pour distinction ».

## Première Guerre mondiale
C’est à la tête de la IIe brigade de cavalerie qu’il commence le conflit, il est fait général et placé à la tête de la  16e division de cavalerie, en 1915 il commande le IXe corps d’armée. D'août 1916 à avril 1917, il commande la 5e armée avant d'être nommé chef des armées de la partie Nord du front de l’Est.

## Guerre civile russe
Après la réunion du 4 mai 1917 au Palais d'hiver, durant laquelle le général Dragomirov a fortement commenté la Déclaration des droits des troupes, il est relevé de son commandement et remis à la disposition du ministre de la guerre ; à la fin de 1917, il se trouve sur le Don.
Il participe au Mouvement blanc comme 2e vice-président de la réunion spéciale du Guide suprême et adjoint à l’Armée des volontaires, il est ensuite président de l’assemblée extraordinaire d’octobre 1918 à septembre 1919, dans ce cadre il suit les pourparlers de Paris entre l’amiral Koltchak et les Alliés pendant l’été 1919. En septembre 1919, il devient commandant du district de Kiev, puis mis à la disposition du chef des Forces Armées du Sud de la Russie (V.S.You.R.) ensuite nommé président du Conseil Militaire par Denikine, en mars 1920. En octobre 1920, il est nommé président de la commission de l’Ordre de Saint-Nicolas le Thaumaturge. Entre 1920 et 1924, il passe à l’armée blanche de Wrangel.
Lorsque survient la défaite des Armées blanches, il est évacué par Constantinople sous l’autorité des Alliés, passe par la Serbie pour arriver en France en 1931.

## L’exil
Il participe activement à la création de l’Union générale des combattants russes et au cours de la Seconde Guerre mondiale travaille pour soutenir l’armée Vlassov où il est réserviste. Il décède à Gagny en 1955 et est enterré au Cimetière russe de Sainte-Geneviève-des-Bois.